# 1999 au Canada
Pour un article plus général, voir Chronologie du Canada.
Cet article traite des événements qui se sont produits durant l'année 1999 au Canada.

## Événements

### Février
- 9 février : élection générale au Terre-Neuve-et-Labrador — le Parti libéral conserve sa majorité à la Chambre d'assemblée ; le Parti progressiste-conservateur forme l'opposition officielle.

### Avril
- 1er avril : le Nunavut entre dans la confédération comme 3e territoire canadien.
  - Paul Okalik devient le premier des premiers ministres du Nunavut.
- 6 avril : Un ex-employé de la compagnie de transport en commun de la ville d'Ottawa, OC Transpo, a assassiné quatre employés avec une carabine semi-automatique. C'est la pire tuerie de masse de l'histoire de la ville.

### Juin
- 3 juin : élection générale en Ontario — le Parti progressiste-conservateur conserve sa majorité à l'Assemblée législative ; le Parti libéral forme l'opposition officielle.

- 7 juin : élection générale au Nouveau-Brunswick — le gouvernement du Parti libéral est défait par le Parti progressiste-conservateur et Bernard Lord succède à Camille Thériault au poste de Premier ministre.

### Juillet
- 4 et 5 juillet : Derecho à la frontière canado-américaine
- 23 juillet (jusqu'à 8 août) : 13e jeux panaméricains à Winnipeg

- 27 juillet : élection générale en Nouvelle-Écosse — le gouvernement minoritaire du Parti libéral est défait par le Parti progressiste-conservateur et John Hamm succède à Russell MacLellan au poste de premier ministre.

### Août
- 22 au 29 août : Championnats du monde d'aviron à Saint Catharines

### Septembre
- 3 au 5 septembre : 8e sommet de l'Organisation internationale de la francophonie à Moncton
- 12 septembre : Championnats du monde de triathlon à Montréal
- 13 septembre : début d'une émission pour enfants de Mona le vampire diffusée sur les ondes de YTV.

- 16 septembre : élection générale en Saskatchewan — le gouvernement du Nouveau Parti démocratique perd sa majorité à l'Assemblée législative ; toutefois, avec exactement la moitié des sièges, il réussit à former un gouvernement minoritaire avec l'appui de certain députés du Parti libéral ; le nouveau Parti saskatchewanais forme l'opposition officielle.

- 21 septembre : élection générale au Manitoba — le gouvernement du Parti progressiste-conservateur est défait par le Nouveau Parti démocratique et Gary Doer succède à Gary Filmon au poste de Premier ministre.

### Novembre
- 28 novembre (jusqu'au 5 décembre) : Coupe des trois nations à Montréal et Sherbrooke.

### Décembre
- 6 décembre : 10e anniversaire de la tuerie de l'École polytechnique de Montréal.
- 27 décembre (jusqu'au 3 janvier 2000) : Défi mondial des moins de 17 ans de hockey dans divers villes de l'Ontario et du Québec.

## Naissances
- 22 août : Dakota Goyo, acteur.

## Décès
- 3 mars : Gerhard Herzberg, physicien et chimiste.
- 9 mars : Harry Somers, musicien.
- 16 mars : Gratien Gélinas, comédien.
- 24 mars : Edmund Tobin Asselin, homme politique fédéral provenant du Québec.
- 23 mai : Owen Hart, acteur et catcheur.
- 8 juin : Gordon Towers, lieutenant-gouverneur de l'Alberta.
- 16 juillet : Alan Macnaughton, avocat et homme politique fédéral.
- 9 juillet : Robert de Cotret, ancien homme politique fédéral.
- 28 septembre : Escott Reid, professeur et diplomate.
- 31 octobre : Greg Moore, pilote automobile.
- 20 décembre : Hank Snow, chanteur et guitariste.
- 26 décembre : Yvan Canuel, acteur.